# أدريان روشيت
أدريان روشيت (بالعبرية: אדריאן רוצ'ט‏) هو لاعب كرة قدم إسرائيلي في مركز الوسط، ولد في 26 مايو 1987 في كريات شمونة في إسرائيل. لعب مع نادي هبوعيل إيروني كريات شمونة ونادي هبوعيل نوف هجليل وهبوعيل حيفا.

## وصلات خارجية
- أدريان روشيت على موقع قاعدة بيانات كرة القدم.إي يو (الإنجليزية)
- أدريان روشيت على موقع Soccerway.com (الإنجليزية)
- أدريان روشيت على موقع عالم كرة القدم.نت (الإنجليزية)
- أدريان روشيت على موقع AS.com (الإسبانية)